# Vimioso
Vimioso (en mirandés Bumioso) es una villa portuguesa perteneciente al distrito de Braganza, en la región de Trás-os-Montes (Norte) y la comunidad intermunicipal Tierras de Trás-os-Montes, con cerca de 1200 habitantes.
Es sede de un municipio con 481,47 km² de área y 4149 habitantes (2021), subdividido en diez freguesias. El municipio limita al norte con España (Alcañices, Zamora), al este con Miranda do Douro, al sur con Mogadouro, al oeste con Macedo de Cavaleiros y al noroeste con Braganza.

## Demografía
| Gráfica de evolución demográfica de Vimioso entre 1864 y 2021 |
|                                                               |
| Datos según el nomenclátor publicado por el INE portugués.    |

## Organización territorial
El municipio de Vimioso está formado por diez freguesias:
- Algoso, Campo de Víboras e Uva
- Argozelo
- Caçarelhos e Angueira
- Carção
- Matela
- Pinelo
- Santulhão
- Vale de Frades e Avelanoso
- Vilar Seco
- Vimioso

## Cultura
En dos aldeas de este municipio, Angueira y Vilar Seco, se habla el mirandés. Existe un registro de hablantes en Caçarelhos. No obstante, las perspectivas de futuro del uso de este idioma no son nada halagüeñas[¿quién?].